# Osmets
Osmets est une commune française située dans le nord du département des Hautes-Pyrénées, en région Occitanie.
Sur le plan historique et culturel, la commune est dans l’ancien comté de Bigorre, comté historique des Pyrénées françaises et de Gascogne. Exposée à un climat de montagne, elle est drainée par la Chella et par divers autres petits cours d'eau. La commune possède un patrimoine naturel remarquable composé d'une zone naturelle d'intérêt écologique, faunistique et floristique.
Osmets est une commune rurale qui compte 91 habitants en 2022, après avoir connu un pic de population de 284 habitants en 1846. Elle fait partie de l'aire d'attraction de Tarbes. Ses habitants sont appelés les Osmetsiens ou  Osmetsiennes.

## Géographie

### Localisation
La commune d'Osmets se trouve dans le département des Hautes-Pyrénées, en région Occitanie.
Elle se situe à 18 km à vol d'oiseau de Tarbes, préfecture du département, et à 9 km de Trie-sur-Baïse, bureau centralisateur du canton des Coteaux dont dépend la commune depuis 2015 pour les élections départementales.
La commune fait en outre partie du bassin de vie de Trie-sur-Baïse.
Les communes les plus proches sont : 
Trouley-Labarthe (2,3 km), Mun (2,4 km), Luby-Betmont (2,4 km), Bouilh-Devant (2,9 km), Chelle-Debat (2,9 km), Lubret-Saint-Luc (3,2 km), Antin (3,6 km), Lamarque-Rustaing (3,8 km).
Sur le plan historique et culturel, Osmets fait partie de l’ancien comté de Bigorre, comté historique des Pyrénées françaises et de Gascogne créé au IXe siècle puis rattaché au domaine royal en 1302, inclus ensuite au comté de Foix en 1425 puis une nouvelle fois rattaché au royaume de France en 1607. La commune est dans le pays de Tarbes et de la Haute Bigorre.

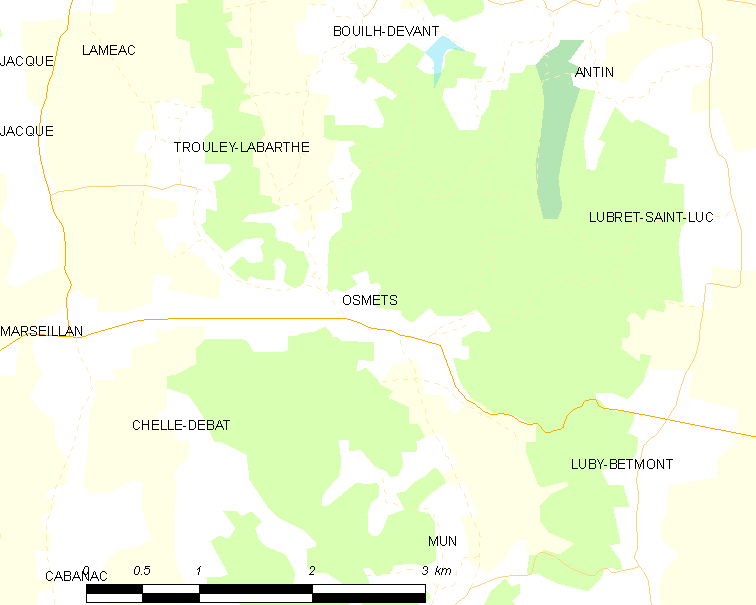
Carte de la commune d'Osmets et des proches communes.

| Trouley-Labarthe | Antin  |                  |
| Chelle-Debat     | Osmets | Lubret-Saint-Luc |
|                  | Mun    | Luby-Betmont     |

### Paysages et relief

Sélection de vue du village
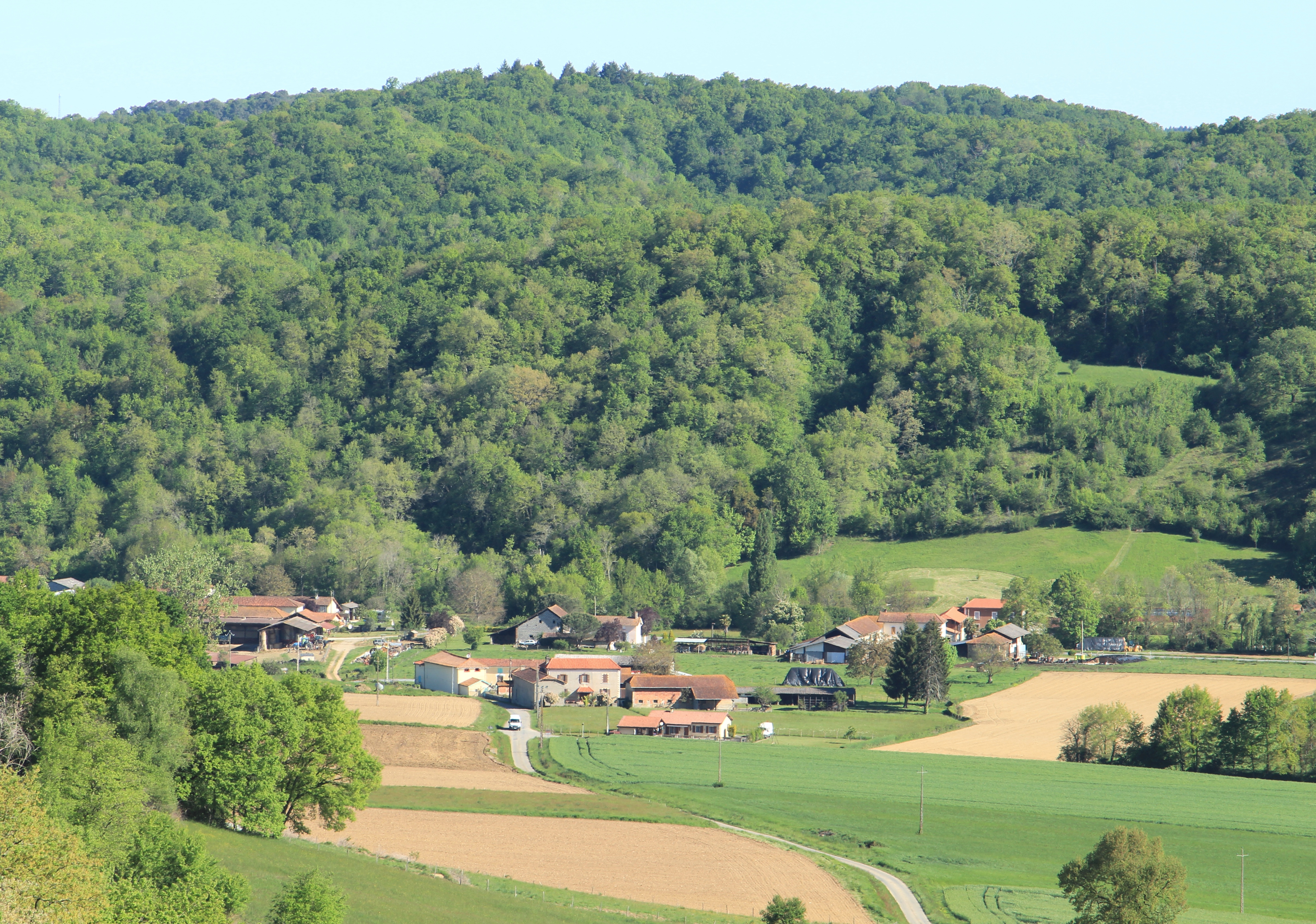
Vue depuis Mun.

### Hydrographie
La commune est dans le bassin de l'Adour, au sein du bassin hydrographique Adour-Garonne. Elle est drainée par la Chella, la Ribère, le Gaydou, le Roumégas, le ruisseau de Labascure, le ruisseau de la Cayole, le ruisseau de la Peyrole, le ruisseau de Laspègues, le ruisseau des Eschous et par deux petits cours d'eau, constituant un réseau hydrographique de 10 km de longueur totale,.
La Chella, d'une longueur totale de 11,5 km, prend sa source dans la commune d'Orieux et s'écoule vers le nord puis se réoriente vers l'ouest. Il traverse la commune et se jette dans l'Arros à Chelle-Debat, après avoir traversé 7 communes.

### Climat
Le climat est tempéré de type océanique, en raison de l'influence proche de l'Océan Atlantique situé à peu près 150 km plus à l'ouest. La proximité des Pyrénées fait que la commune profite d'un effet de foehn, il peut aussi y neiger en hiver, même si cela reste inhabituel.
| Mois                              | jan.  | fév.  | mars  | avril | mai   | juin  | jui.  | août  | sep.  | oct.  | nov.  | déc.  | année   |
| --------------------------------- | ----- | ----- | ----- | ----- | ----- | ----- | ----- | ----- | ----- | ----- | ----- | ----- | ------- |
| Température minimale moyenne (°C) | 0,6   | 1,3   | 2,7   | 5,2   | 8,3   | 11,6  | 14,1  | 13,9  | 11,7  | 8     | 3,6   | 1,3   | 6,9     |
| Température moyenne (°C)          | 5,3   | 6,1   | 7,8   | 10    | 13,3  | 16,7  | 19,3  | 19    | 17,2  | 13,3  | 8,5   | 5,8   | 11,9    |
| Température maximale moyenne (°C) | 9,9   | 11    | 12,9  | 14,8  | 18,3  | 21,7  | 24,5  | 24    | 22,6  | 18,6  | 13,4  | 10,4  | 16,8    |
| Ensoleillement (h)                | 108,8 | 118,8 | 155,6 | 157,2 | 181,3 | 191,5 | 215,5 | 196,4 | 194,5 | 164,4 | 124,4 | 104,4 | 1 912,8 |
| Précipitations (mm)               | 112,8 | 97,5  | 100,2 | 105,7 | 113,6 | 80,7  | 57,3  | 70,3  | 71    | 85,2  | 93    | 112,1 | 1 099,4 |

### Milieux naturels et biodiversité

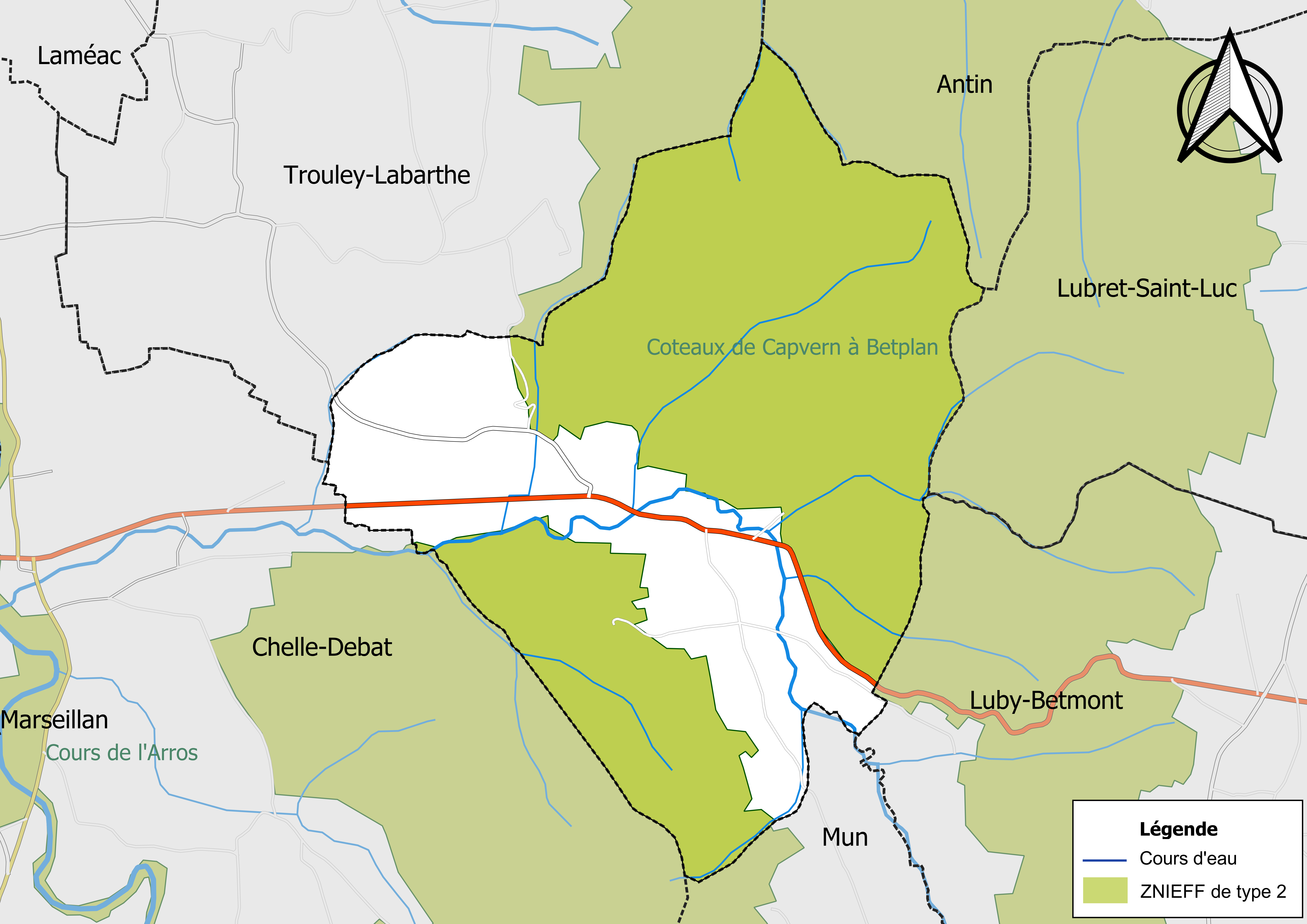
Carte de la ZNIEFF de type 2 localisée sur la commune.

L’inventaire des zones naturelles d'intérêt écologique, faunistique et floristique (ZNIEFF) a pour objectif de réaliser une couverture des zones les plus intéressantes sur le plan écologique, essentiellement dans la perspective d’améliorer la connaissance du patrimoine naturel national et de fournir aux différents décideurs un outil d’aide à la prise en compte de l’environnement dans l’aménagement du territoire.
Une ZNIEFF de type 2 est recensée sur la commune :
les « coteaux de Capvern à Betplan » (10 246 ha), couvrant 46 communes dont huit dans le Gers et 38 dans les Hautes-Pyrénées.

## Urbanisme

### Typologie
Au 1er janvier 2024, Osmets est catégorisée commune rurale à habitat dispersé, selon la nouvelle grille communale de densité à sept niveaux définie par l'Insee en 2022.
Elle est située hors unité urbaine. Par ailleurs la commune fait partie de l'aire d'attraction de Tarbes, dont elle est une commune de la couronne,. Cette aire, qui regroupe 153 communes, est catégorisée dans les aires de 50 000 à moins de 200 000 habitants,.

### Occupation des sols
L'occupation des sols de la commune, telle qu'elle ressort de la base de données européenne d’occupation biophysique des sols Corine Land Cover (CLC), est marquée par l'importance des forêts et milieux semi-naturels (66,3 % en 2018), une proportion identique à celle de 1990 (66,3 %). La répartition détaillée en 2018 est la suivante : 
forêts (66,3 %), zones agricoles hétérogènes (23,6 %), terres arables (5,4 %), prairies (4,7 %).
L'IGN met par ailleurs à disposition un outil en ligne permettant de comparer l’évolution dans le temps de l’occupation des sols de la commune (ou de territoires à des échelles différentes). Plusieurs époques sont accessibles sous forme de cartes ou photos aériennes : la carte de Cassini (XVIIIe siècle), la carte d'état-major (1820-1866) et la période actuelle (1950 à aujourd'hui).

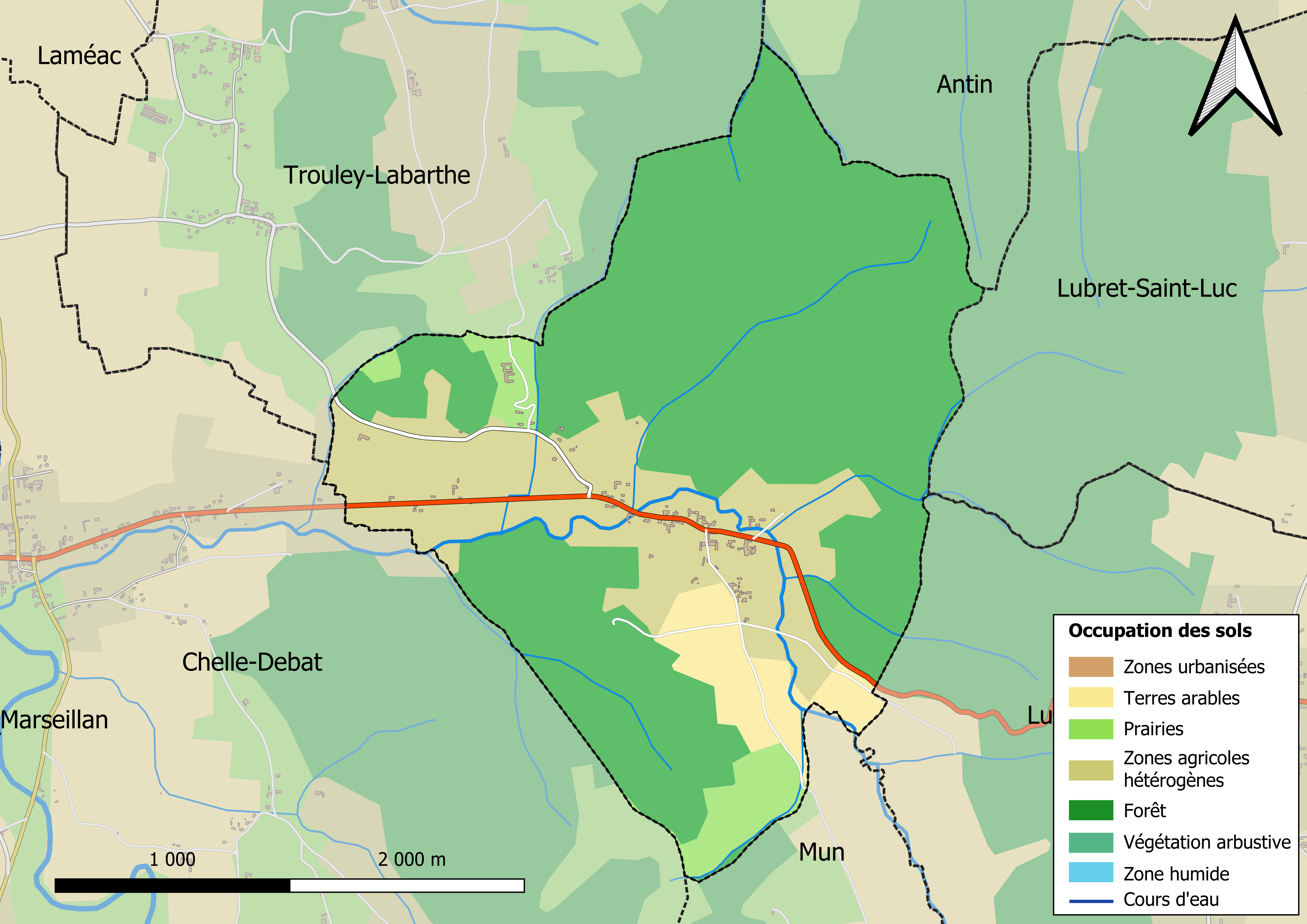
Carte des infrastructures et de l'occupation des sols en 2018 (CLC) de la commune.
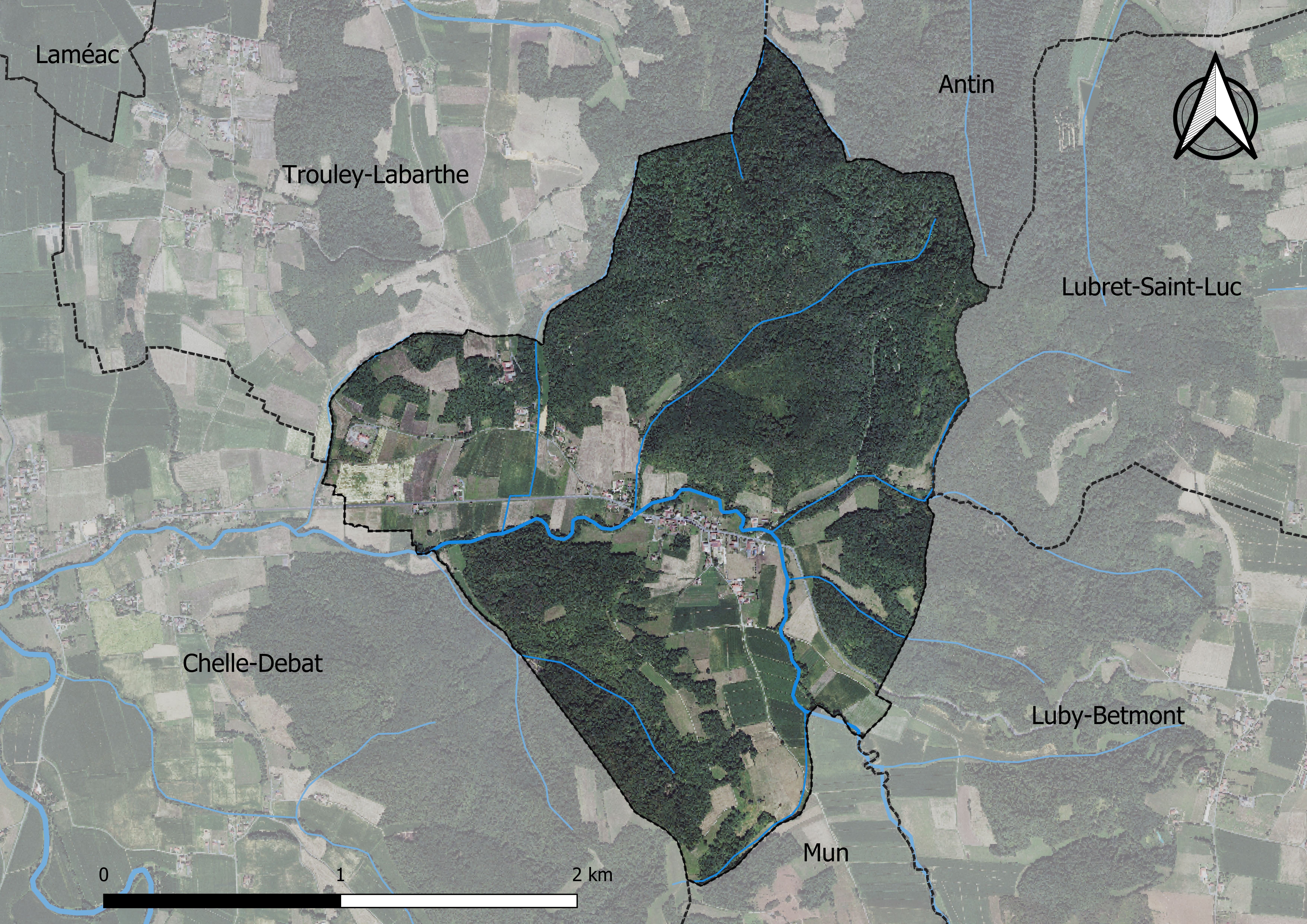
Carte orthophotogrammétrique de la commune.

### Logement
En 2012, le nombre total de logements dans la commune est de 46.

Parmi ces logements, 73,9 % sont des résidences principales, 15,2 % des résidences secondaires et 10,9 % des logements vacants.

### Voies de communication et transports
Cette commune est desservie par la route départementale D 632 et par la route départementale D 44.

## Toponymie

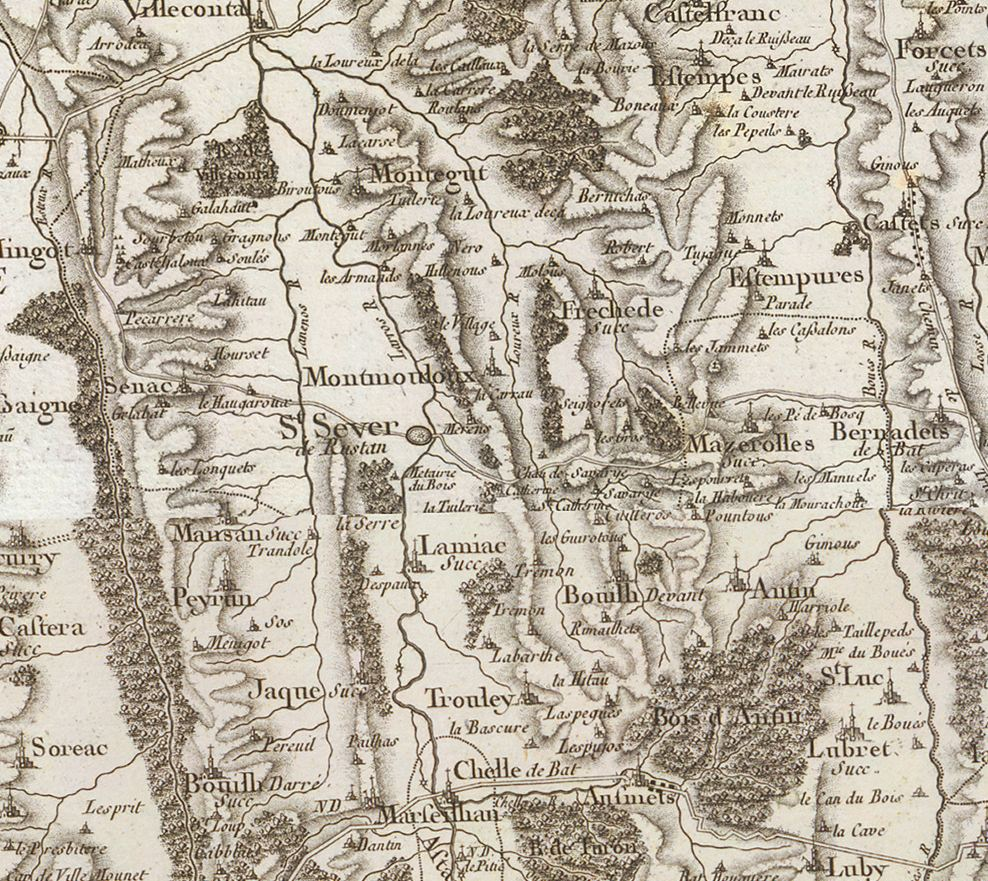
Extrait de la carte de Cassini (entre 1756 et 1789) situant Osmets au sud de Saint-Sever-de-Rustan

On trouvera les principales informations dans le Dictionnaire toponymique des communes des Hautes-Pyrénées de Michel Grosclaude et Jean-François Le Nail qui rapporte les dénominations historiques du village :
Dénominations historiques :
- Ausmes, (1313, Debita regi Navarre) ;
- De Ausmesio, latin (1342, pouillé de Tarbes) ;
- de Asmesio, latin (1379, procuration Tarbes) ;
- Ausmes, Ausmees, (1429, censier  de Bigorre) ;
- Ausmes, (1747, registres paroissiaux) ;
- Ausmés, (1768, Duco ; 1790, Département 1) ;
- Osmets, (1790, Département 2) ;
- Ausmets, (fin XVIIIe siècle, carte de Cassini).

## Histoire

### Cadastre napoléonien d'Osmets
Le plan cadastral napoléonien d'Osmets est consultable sur le site des archives départementales des Hautes-Pyrénées.

## Politique et administration

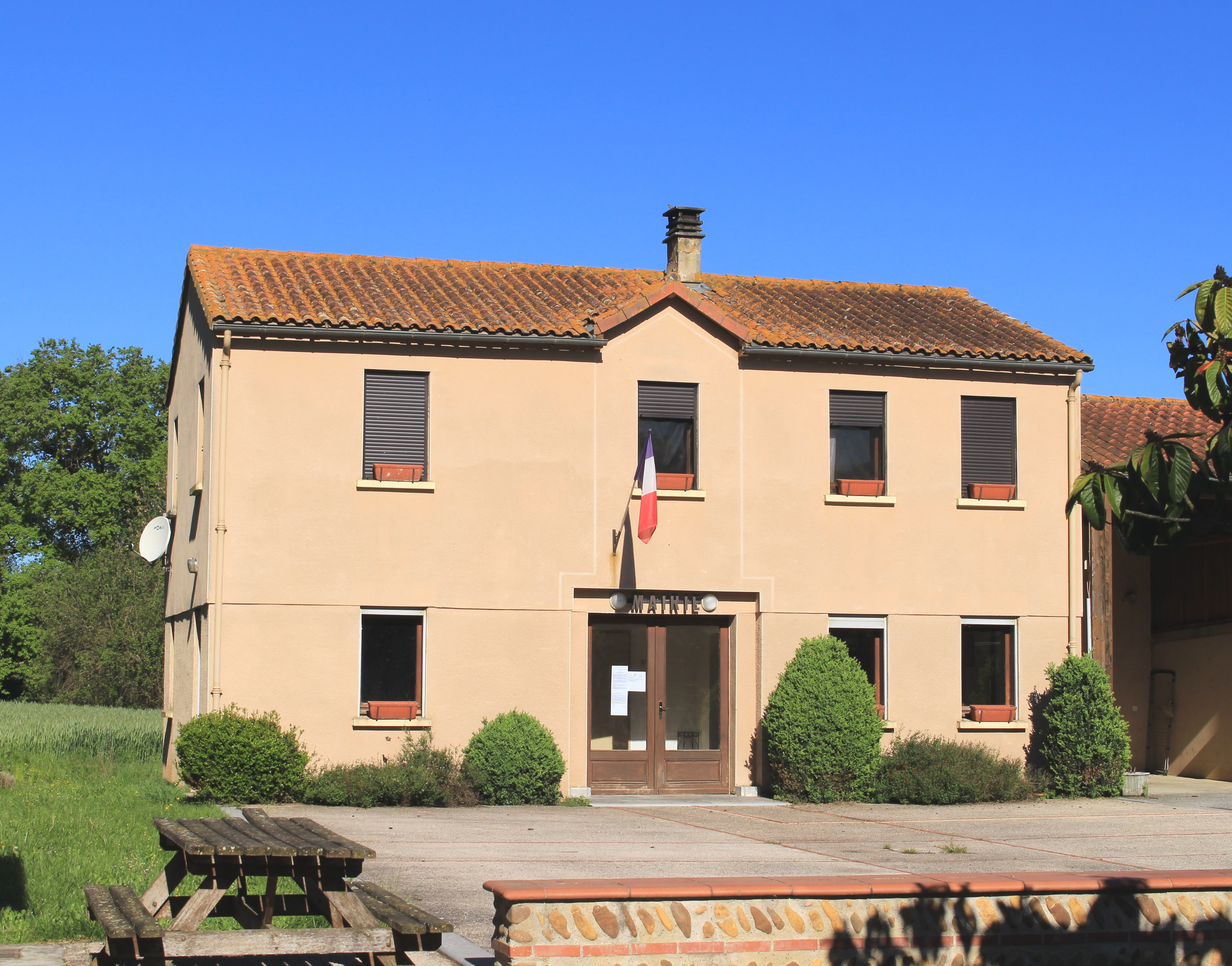
La mairie en 2019.

### Liste des maires
| Période                                  | Période   | Identité     | Étiquette | Qualité |
| ---------------------------------------- | --------- | ------------ | --------- | ------- |
| Les données manquantes sont à compléter. |           |              |           |         |
|                                          |           |              |           |         |
| mars 1977                                | mars 2014 | Pierre Tajan | DVG       |         |
| mars 2014                                | En cours  | Éric Pique   |           |         |

### Rattachements administratifs et électoraux

#### Historique administratif
Pays et sénéchaussée de Bigorre, quarteron de Rabastens, 
baronnie d'Antin, canton de Saint-Sever, puis d'Aubarède (1790), Trie (1801).

#### Intercommunalité
Osmets appartient à la communauté de communes du Pays de Trie et du Magnoac créée en janvier 2017 et qui réunit 50 communes.

## Population et société

### Démographie

#### Évolution démographique

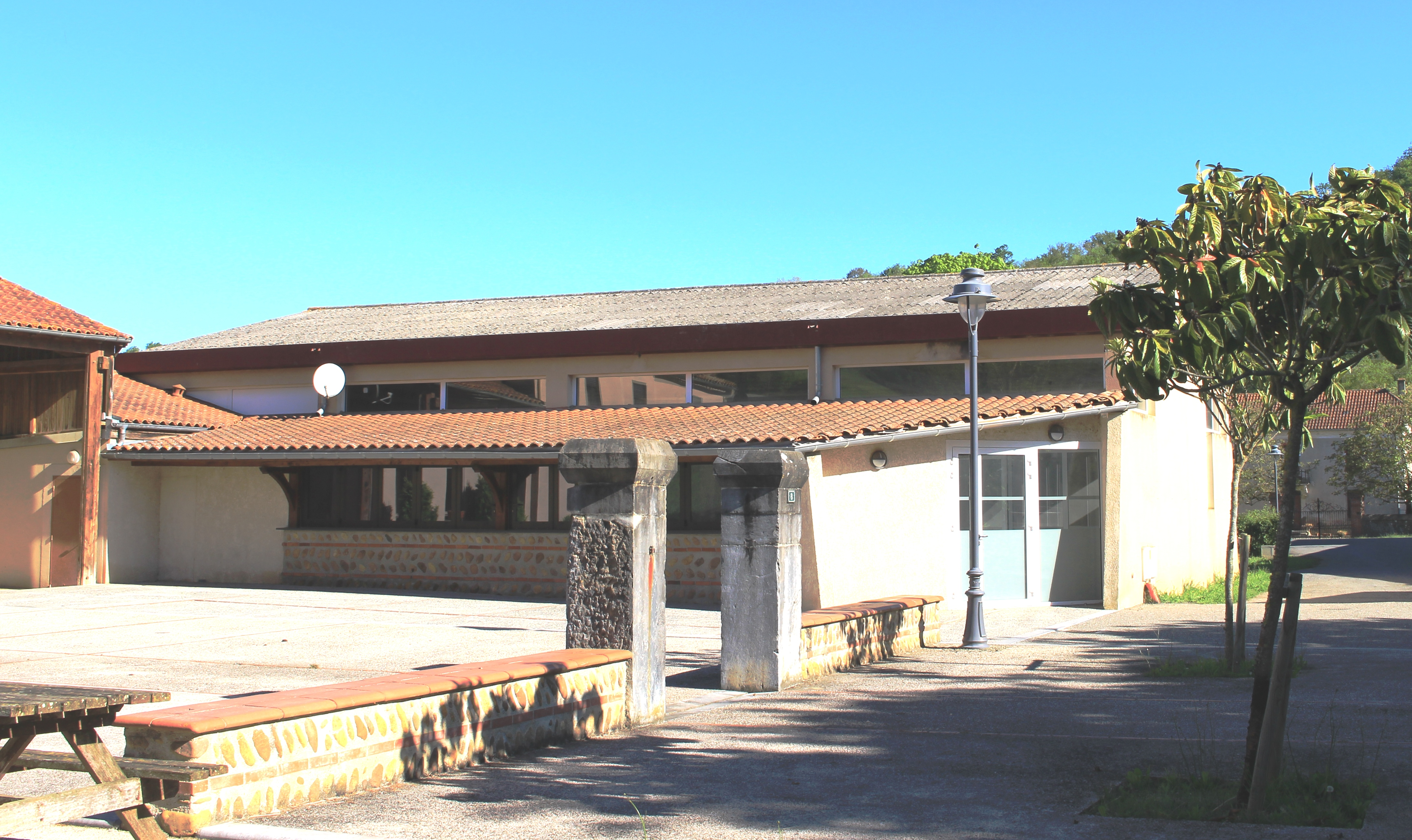
Le foyer rural en 2019.

| 1793 | 1800 | 1806 | 1821 | 1831 | 1836 | 1841 | 1846 | 1851 |
| ---- | ---- | ---- | ---- | ---- | ---- | ---- | ---- | ---- |
| 210  | 142  | 281  | 254  | 230  | 266  | 260  | 284  | 264  |

| 1856 | 1861 | 1866 | 1876 | 1881 | 1886 | 1891 | 1896 | 1901 |
| ---- | ---- | ---- | ---- | ---- | ---- | ---- | ---- | ---- |
| 270  | 250  | 259  | 225  | 258  | 233  | 200  | 191  | 156  |

| 1906 | 1911 | 1921 | 1926 | 1931 | 1936 | 1946 | 1954 | 1962 |
| ---- | ---- | ---- | ---- | ---- | ---- | ---- | ---- | ---- |
| 146  | 147  | 137  | 136  | 113  | 110  | 89   | 91   | 96   |

| 1968 | 1975 | 1982 | 1990 | 1999 | 2006 | 2011 | 2016 | 2021 |
| ---- | ---- | ---- | ---- | ---- | ---- | ---- | ---- | ---- |
| 81   | 79   | 85   | 76   | 74   | 79   | 74   | 86   | 92   |

| 2022 | - | - | - | - | - | - | - | - |
| ---- | - | - | - | - | - | - | - | - |
| 91   | - | - | - | - | - | - | - | - |

### Enseignement
La commune dépend de l'académie de Toulouse. Elle ne dispose plus d'école en 2016.

## Économie

### Emploi
|                | 2008   | 2013  | 2018   |
| -------------- | ------ | ----- | ------ |
| Commune        | 12,5 % | 2,1 % | 16,3 % |
| Département    | 7,7 %  | 9,4 % | 9,8 %  |
| France entière | 8,3 %  | 10 %  | 10 %   |

En 2018, la population âgée de 15 à 64 ans s'élève à 52 personnes, parmi lesquelles on compte 75,5 % d'actifs (59,2 % ayant un emploi et 16,3 % de chômeurs) et 24,5 % d'inactifs,. Depuis 2008, le taux de chômage communal (au sens du recensement) des 15-64 ans est supérieur à celui de la France et du département.
La commune fait partie de la couronne de l'aire d'attraction de Tarbes, du fait qu'au moins 15 % des actifs travaillent dans le pôle,. Elle compte 6 emplois en 2018, contre 9 en 2013 et 12 en 2008. Le nombre d'actifs ayant un emploi résidant dans la commune est de 31, soit un indicateur de concentration d'emploi de 20,7 % et un taux d'activité parmi les 15 ans ou plus de 50,7 %.
Sur ces 31 actifs de 15 ans ou plus ayant un emploi, 6 travaillent dans la commune, soit 21 % des habitants. Pour se rendre au travail, 86,2 % des habitants utilisent un véhicule personnel ou de fonction à quatre roues, 3,4 % s'y rendent en deux-roues, à vélo ou à pied et 10,3 % n'ont pas besoin de transport (travail au domicile).

## Culture locale et patrimoine

### Lieux et monuments

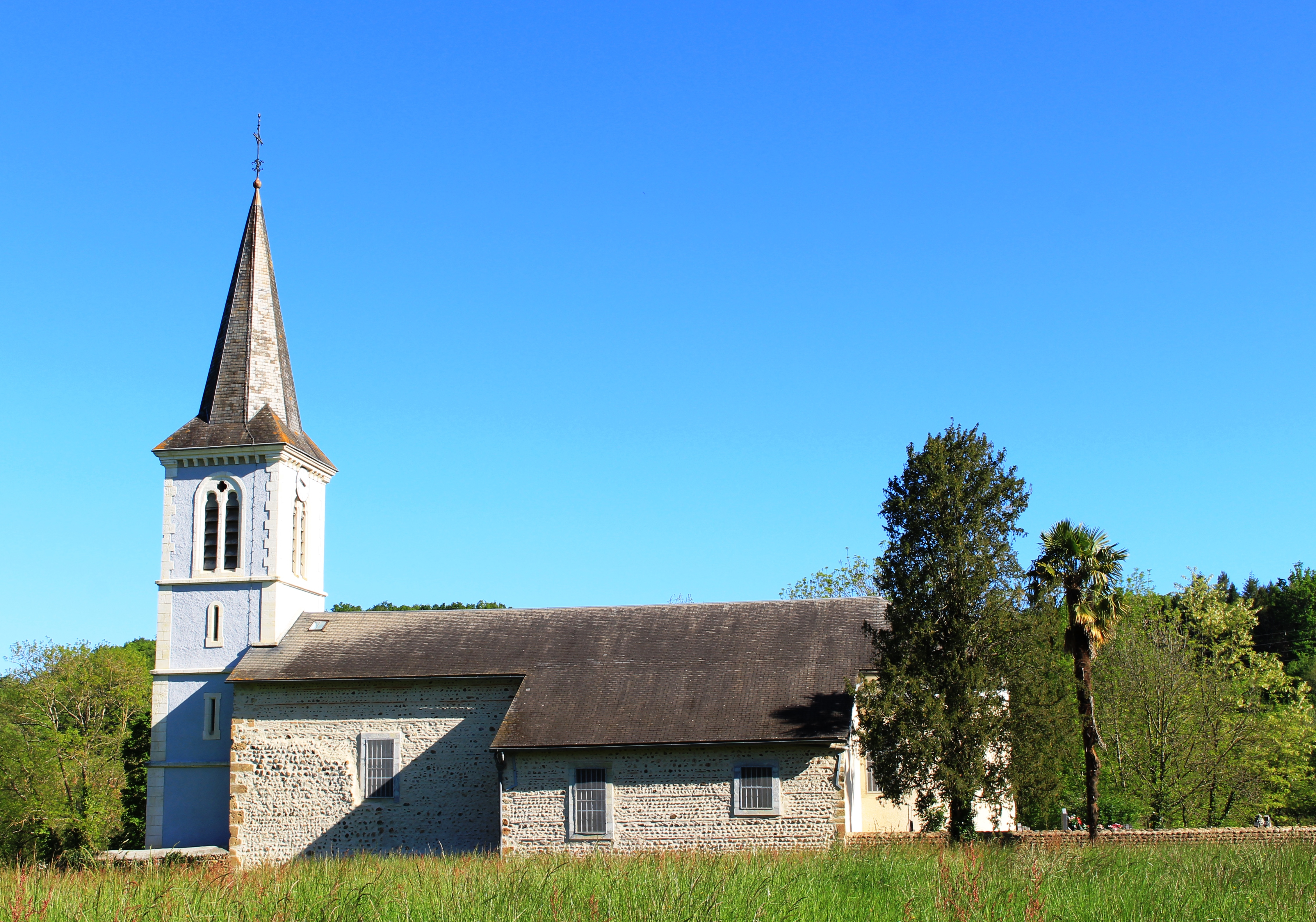
L'église de l'Assomption en 2019.

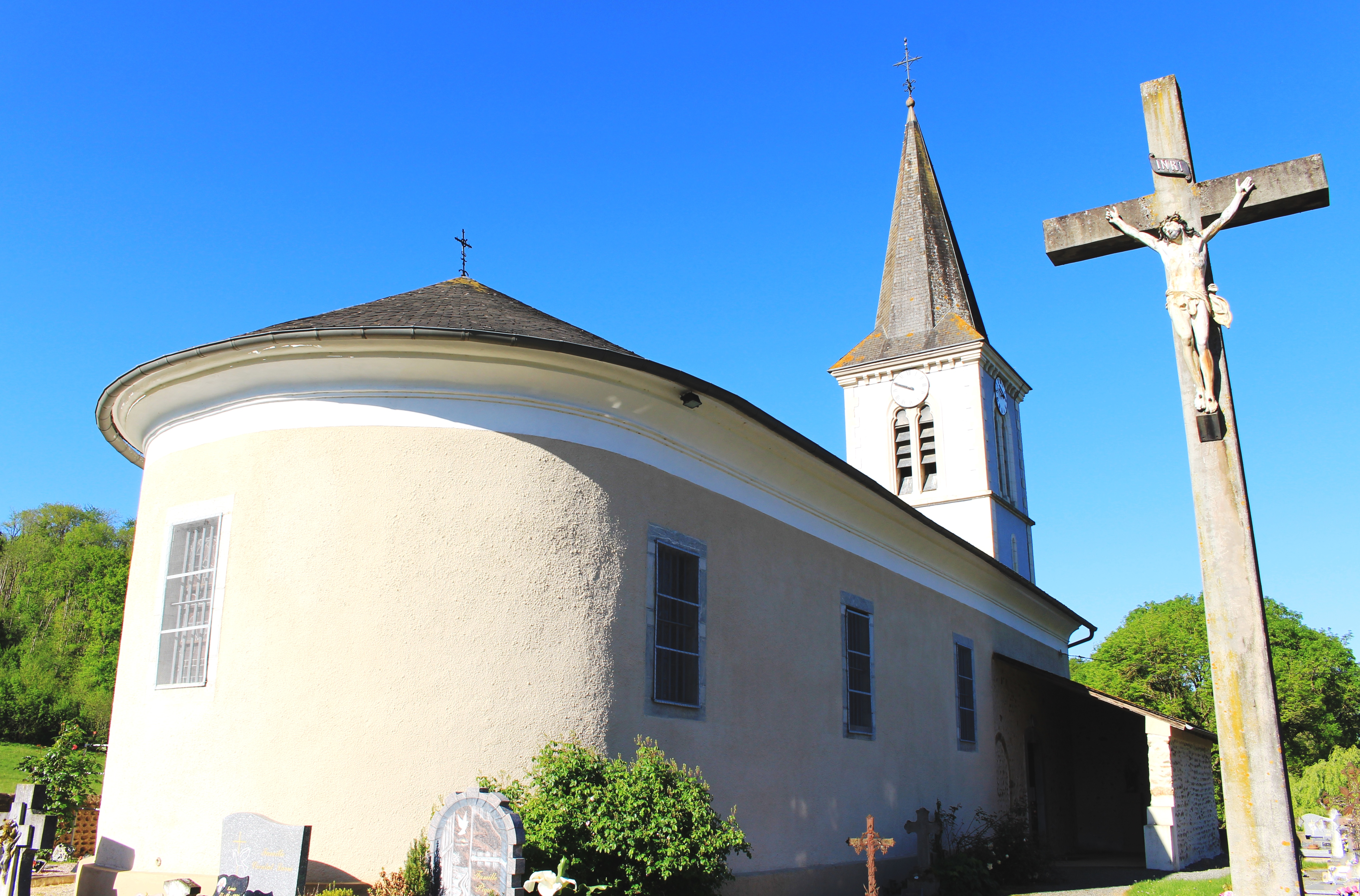

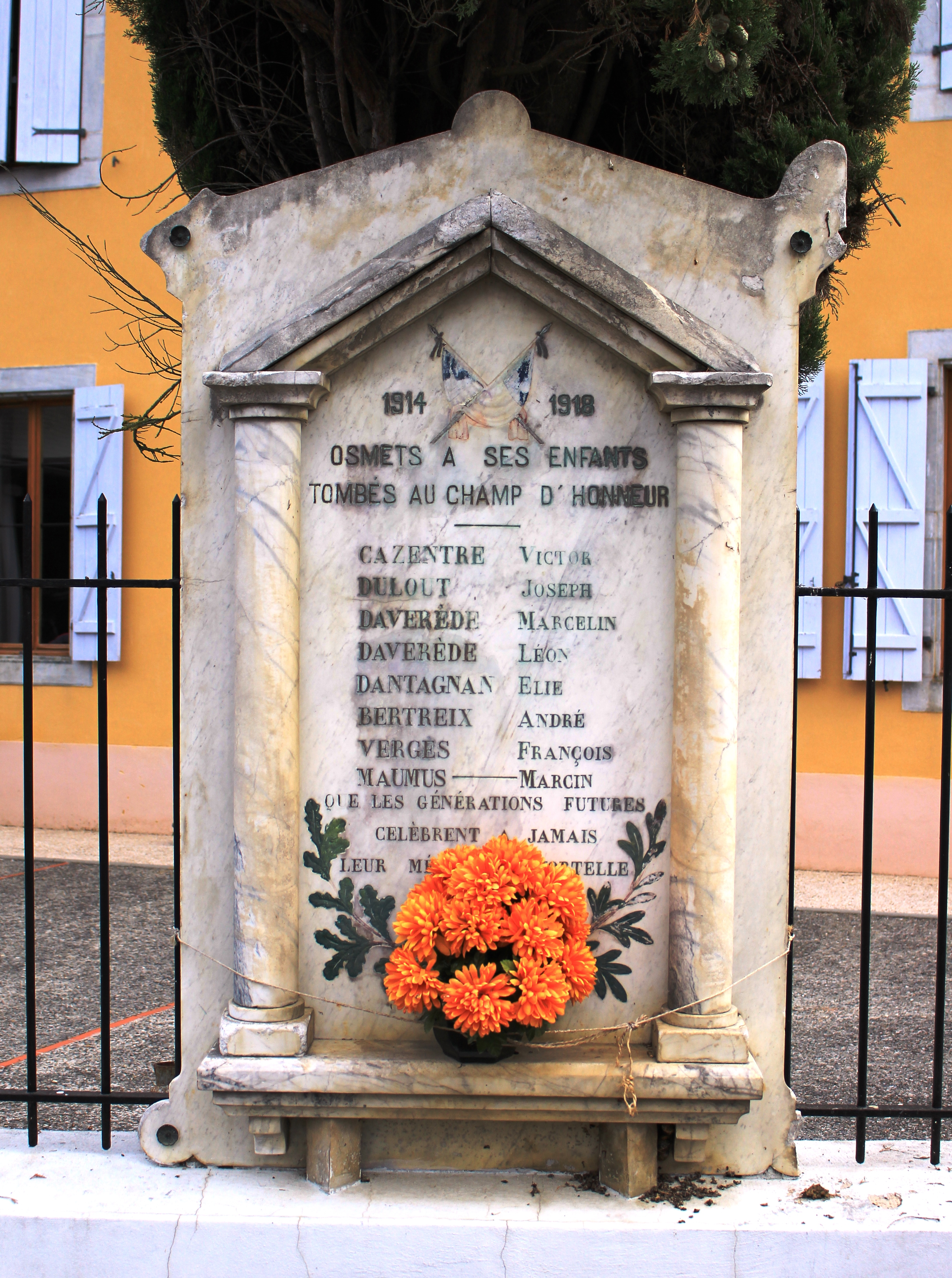
Le monument aux morts municipal.

- Église de l'Assomption d'Osmets.

### Héraldique
| Blason | Blasonnement : D'azur aux trois lionceaux naissants d'or. Commentaires : ce blason est officiel (vérifié auprès de la mairie). |

Sélection de vues des éléments municipaux
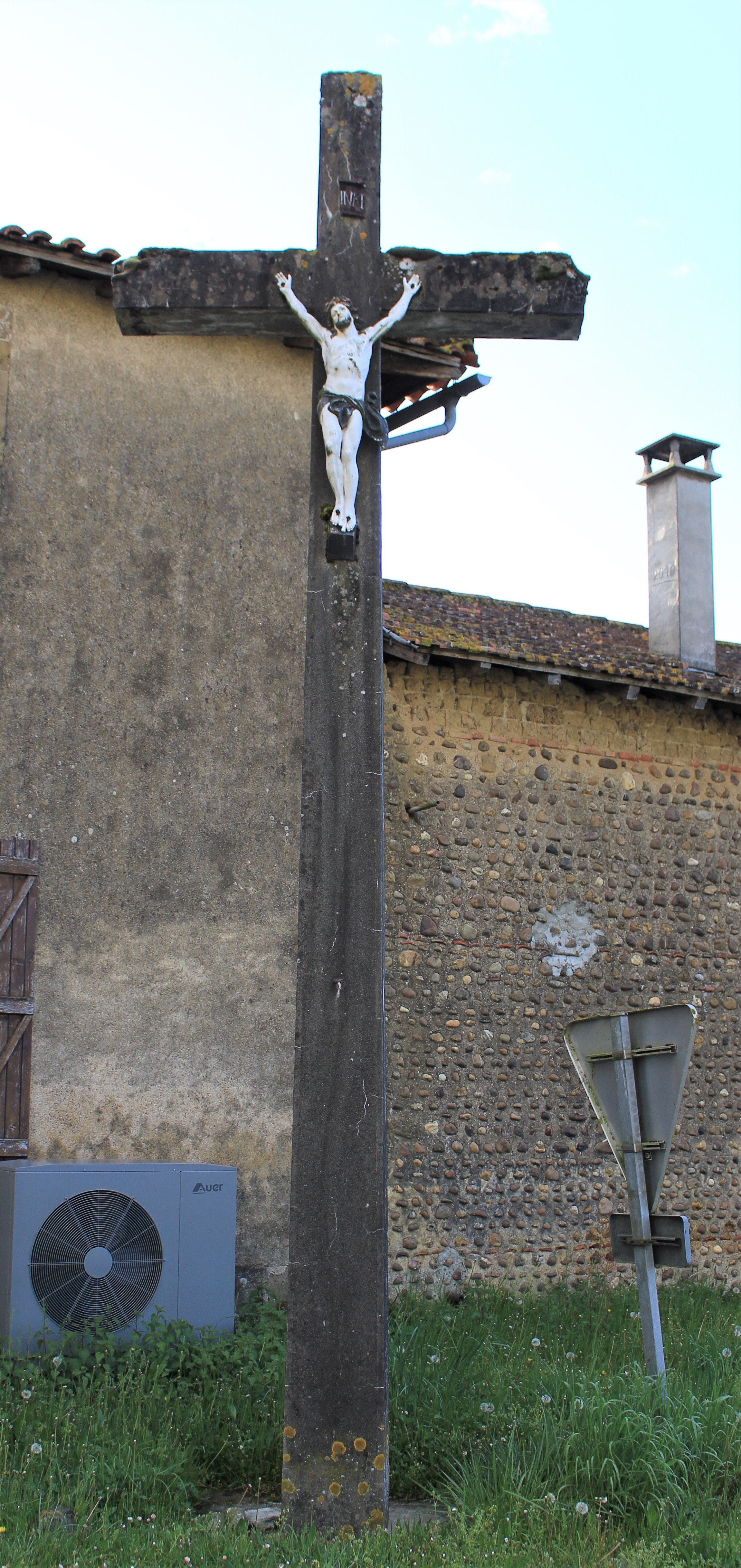
Une croix.
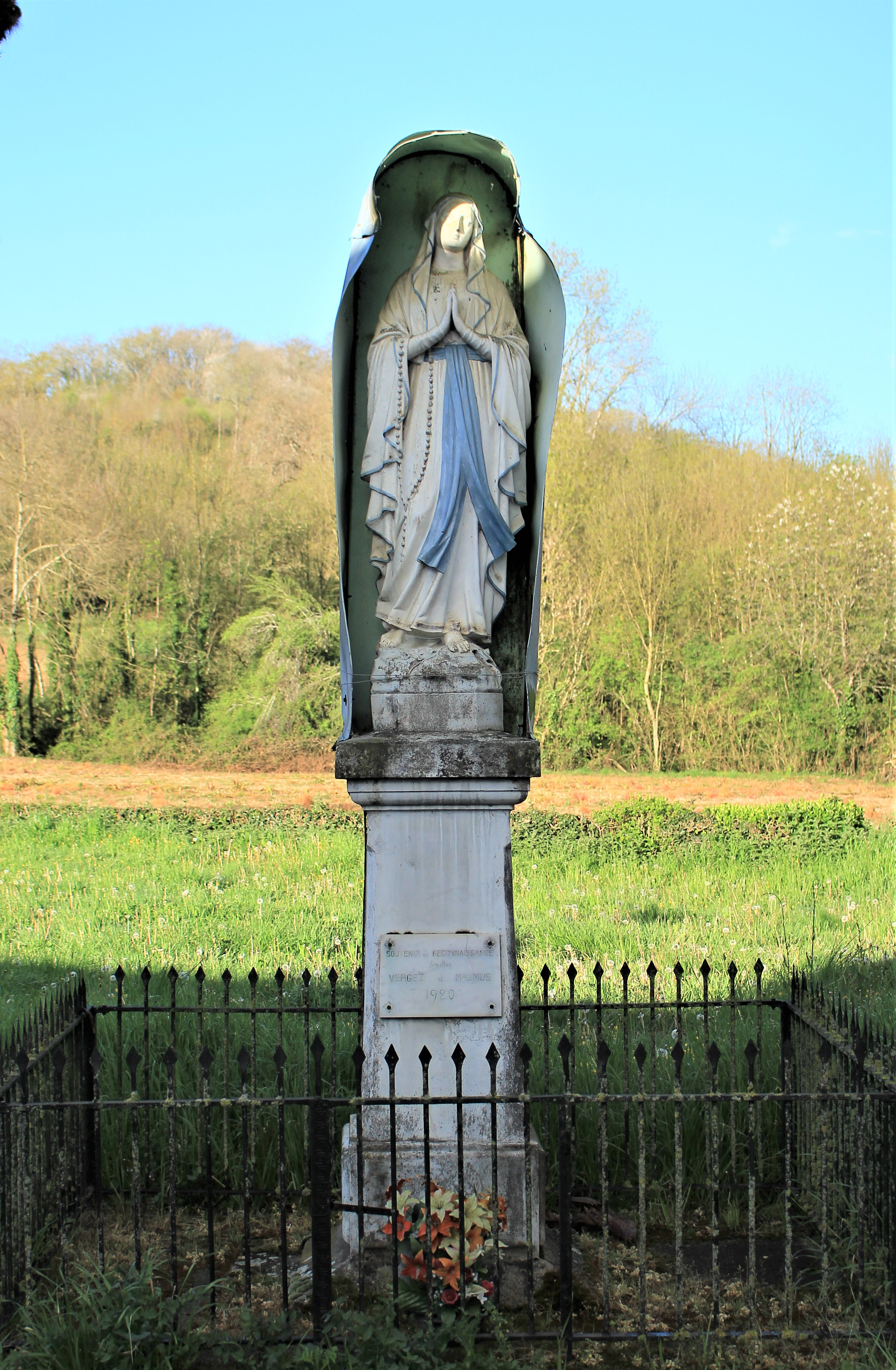
La Vierge.